# Domenico Angelo

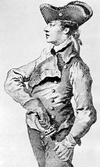
Domenico Angelo (1760 c.ca)

Domenico Angelo Malevolti Tremamondo, noto semplicemente come Domenico Angelo (Livorno, 1716 – Eton, 1802), è stato uno schermidore e scrittore italiano, indicato dalla Encyclopaedia Britannica quale inventore della scherma sportiva moderna.

## Biografia
Domenico Angelo Tremamondo Malevolti, nacque a Livorno nel 1716, figlio di Giacomo Tremamondo, un ricco mercante livornese che svolgeva la sua attività in via del Giardino, e di una marchesa napoletana, Angiola Malevolti.
Secondo la Encyclopaedia Britannica, "Angelo fu il primo ad enfatizzare la scherma come un metodo per sviluppare salute, equilibrio e grazia. Come risultato del suo intuito ed influenza, la scherma da arte bellica diventò un vero e proprio sport". L'Encyclopaedia Britannica definisce il suo trattato L'École des armes (1763; La scuola di scherma) un "classico".
Arrivato in Inghilterra Tremamondo fondò la Angelo's School of Arms a Carlisle House, Soho, Londra, che fu frequentata da ospiti tra i più illustri dell'epoca, quali i pittori Joshua Reynolds, Thomas Gainsborough e George Stubbs, l'attore David Garrick nonché gli avventurieri Giacomo Casanova ed il Cavaliere d'Éon. Angelo diventò maestro di scherma della famiglia reale britannica a cui dedicò il suo L'École des armes. Le sue tavole furono riprodotte nell'Encyclopédie di Diderot.

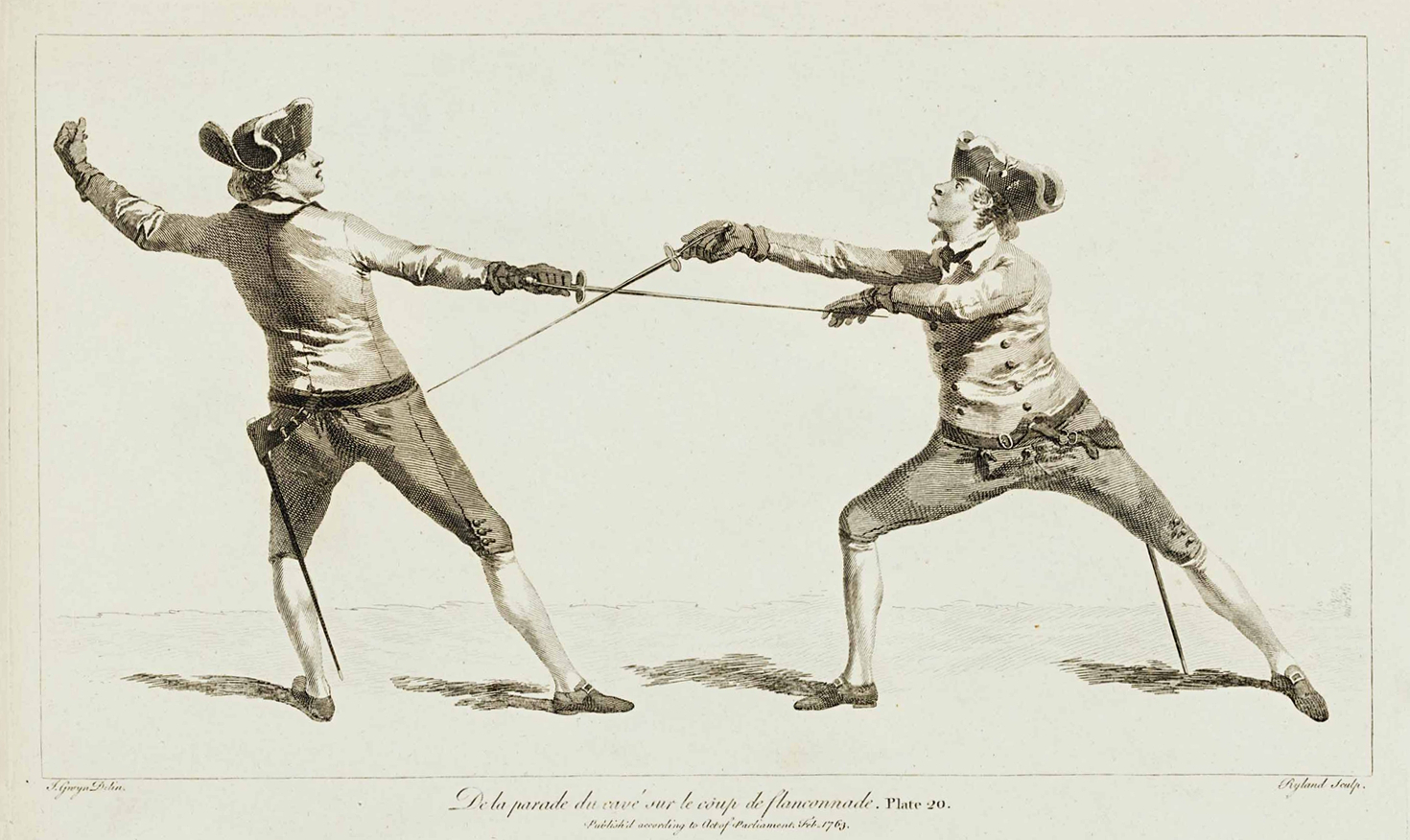
“De la parade du cavé sur le coup de flanconnade”, tavola 20 de "La scuola di scherma".

Dalla moglie Elizabeth Johnson, Angelo ebbe sei figli, tra cui Henry Charles William (1760–1839?), anch'egli divenuto celebre maestro di scherma e suo successore.
Angelo Tremamondo morì ad Eton nel 1802.

## Riconoscimenti
- Uno spettacolo dal titolo Tremamondo - L'angelo della scherma, scritto da Alberto Bona con la regia di Giampaolo Zennaro, ha inaugurato al Teatro Carlo Goldoni di Livorno i Campionati Nazionali Assoluti di scherma nel 2011[6].